# Ореховлє (Крань)
Ореховлє (словен. Orehovlje) — поселення в общині Крань, Горенський регіон, Словенія. Висота над рівнем моря: 413,5 м.